# Carex oneillii
Carex oneillii är en halvgräsart som beskrevs av Ernest Lepage. Carex oneillii ingår i släktet starrar, och familjen halvgräs. Inga underarter finns listade i Catalogue of Life.